# Kemp-Halbinsel
Die Kemp-Halbinsel ist eine vereiste, zerklüftete, rund 42 km lange und zwischen 8 und 20 km breite Halbinsel an der Lassiter-Küste des Palmerlands auf der Antarktischen Halbinsel. Sie steigt moderat bis zu 305 m Höhe an und liegt mit zwischen dem Mason Inlet und dem Mossman Inlet. Ihr nördliches Ende wird durch das Kap Mackintosh, ihr südliches durch das Jeffries Bluff markiert. Die östlichste Ausdehnung der Halbinsel ist das Kap Deacon.
Erstmals gesichtet wurde sie im Dezember 1940 bei einem Flug während der United States Antarctic Service Expedition (1939–1941). Die kartografische Erfassung erfolgte durch die Ronne Antarctic Research Expedition (1947–1948) unter der Leitung des US-amerikanischen Polarforschers Finn Ronne in Verbindung mit dem Falkland Islands Dependencies Survey. Letzterer benannte die Halbinsel nach dem britischen Meeresbiologen Stanley Wells Kemp (1882–1945).